# 講談社ビーシー
株式会社講談社ビーシー（こうだんしゃビーシー）は、東京都文京区に本社を置く出版社。
講談社の100%出資子会社かつ機能子会社で、同社発行の出版物のうち、自動車・アウトドア関連の書籍・雑誌の編集を手がける。なお、社名にある「ビーシー」の由来は「BOOK COMPANY（ブック・カンパニー）」、および代表誌であるベストカーの略称の「BC」に由来する。

## 沿革
- 1977年（昭和52年）
  - 10月 - 株式会社三推社として設立。設立当初は、講談社と、首都圏の有力中古車ディーラー数社との共同出資だった。
  - 11月 - のちに自動車雑誌発行部数No.1となる「ベストカー」の前身誌「月刊ベストカーガイド」を創刊する。
- 1978年（昭和53年） - 出版部が設置され、「レッドバッジシリーズ」を発刊。以降、「ベストカー情報版」「The・シリーズ」や子供向け絵本「BCキッズ絵本」など、自動車関連書籍の編集を行うようになる。
- 2009年（平成21年）6月1日 - 株式会社講談社ビーシーへ社名変更する。

## 主な刊行物
- 雑誌
  - ベストカー
  - おとなの週末（グルメ情報誌）
- ウェブサイト
  - ベストカーWeb
  - おとなの週末Web
- 書籍
  - 別冊ベストカー
  - バスマガジン
  - フルロード
  - The・シリーズ
  - レッドバッジ・シリーズ
  - ベストカー情報版（旅行ガイド他）
  - BCキッズ絵本（最新・のりものずかんシリーズ他）